# Улица Павленко (Симферополь)
Улица Павленко — улица в Железнодорожном районе Симферополя. Названа в честь русского советского писателя Петра Павленко (1899—1951). Общая протяжённость — 1 км.

## Расположение
Пересекается с бульваром Ленина, улицами Александра Невского, Карла Маркса, Казанской, Красногвардейской, Хацко, Гоголя и Калинина. Заканчивается переходом в улицу Эскадронную. Общая протяжённость улицы составляет 1 километр.

## История

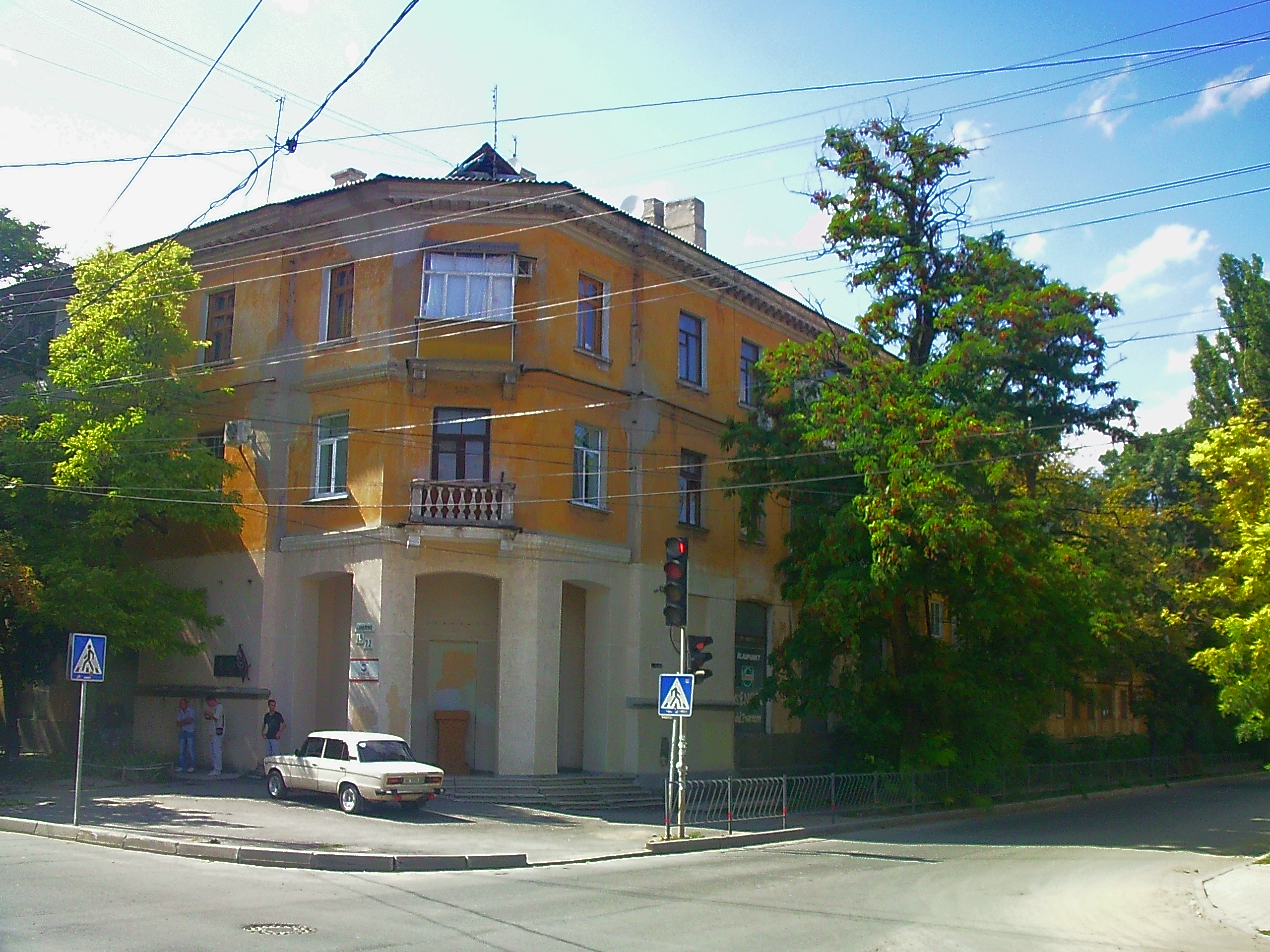
Дом на углу улиц Гоголя и Павленко, 2012 год

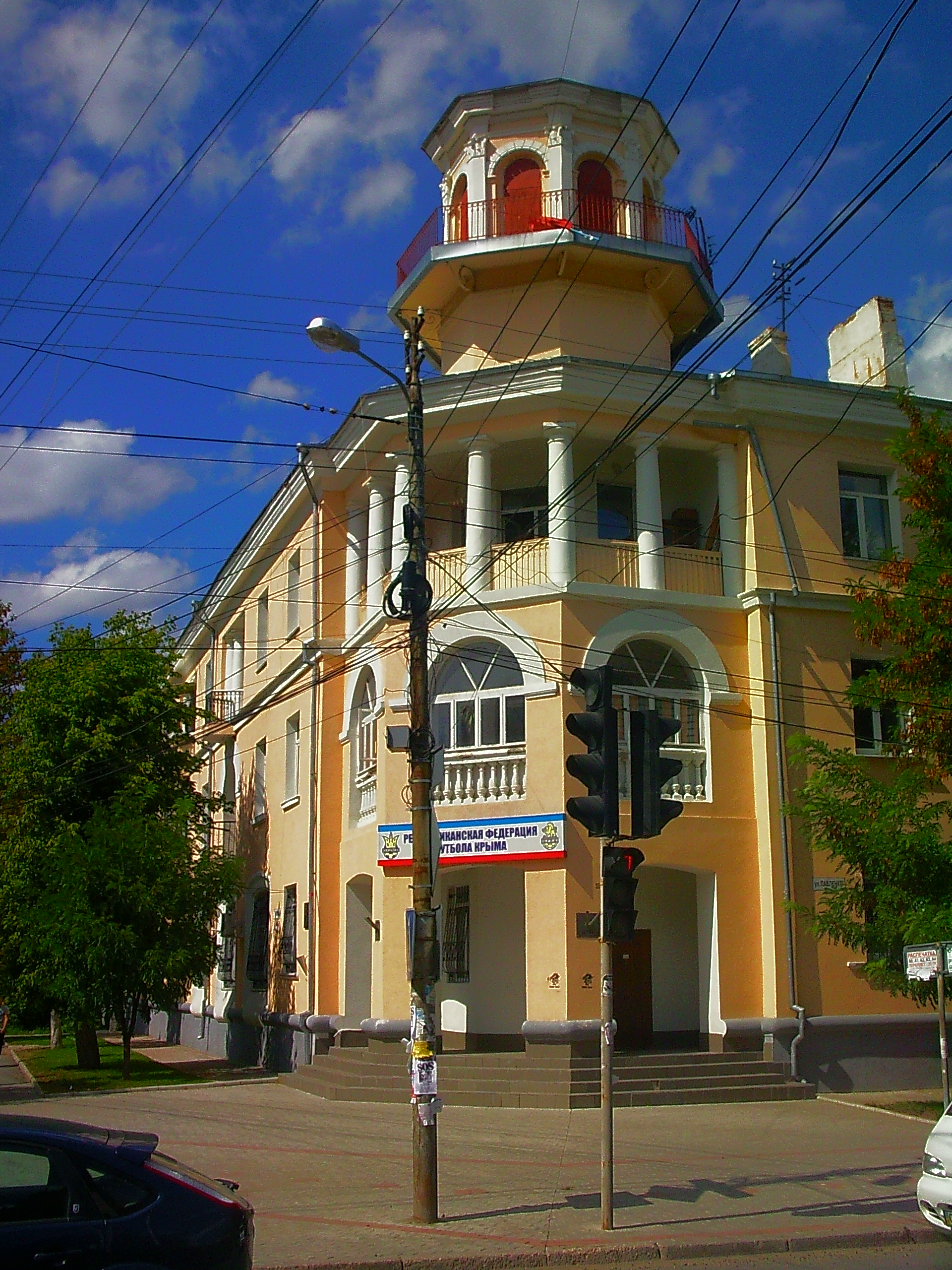
Дом на углу улиц Гоголя и Павленко, 2012 год

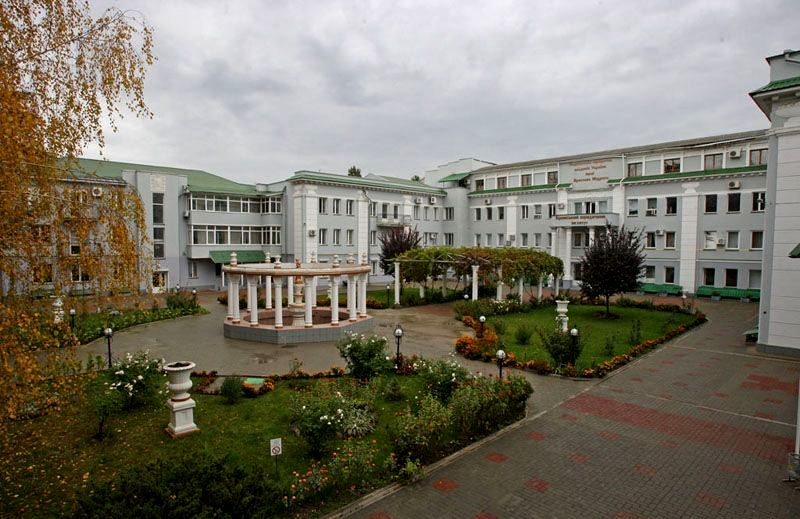
Крымский юридический институт НЮАУ им. Ярослава Мудрого, 2012 год

Первоначально улица имела название Инженерная. Застройка улицы началась во второй половине XIX века. Улица тогда тянулась от Салгирной слободки на юго-западную окраину Симферополя. Во время немецкой оккупации в 1941—1944 сохранила своё название (нем. Ingenieurstasse). В 1959 года была переименована властями города в честь писателя Петра Павленко.
К 1983 году в доме № 1 расположились партийные и государственные органы Железнодорожного района Симферополя, в домах № 3 и 5 — Симферопольский филиал Днепропетровского инженерно-строительного института (сейчас — Национальная академия природоохранного и курортного строительства), а в доме № 34 Крымское отделение Приднепровской железной дороги. В 1978 году был построен дом № 2 для работников политического просвещения Крымского обкома Компартии Украины.
Летом 2019 года на доме № 19 была открыта мемориальная доска в честь Петра Павленко с текстом: «Эта улица названа в честь известного советского писателя и общественного деятеля, одного из руководителей крымской писательской организации».
В феврале 2020 года для предотвращения нелегальной парковки вдоль газона на улице Павленко были установлены металлические барьерные ограждения. В ноябре 2020 года на улице Павленко была открыта спортивная школа бокса имени А. С. Антонюка.

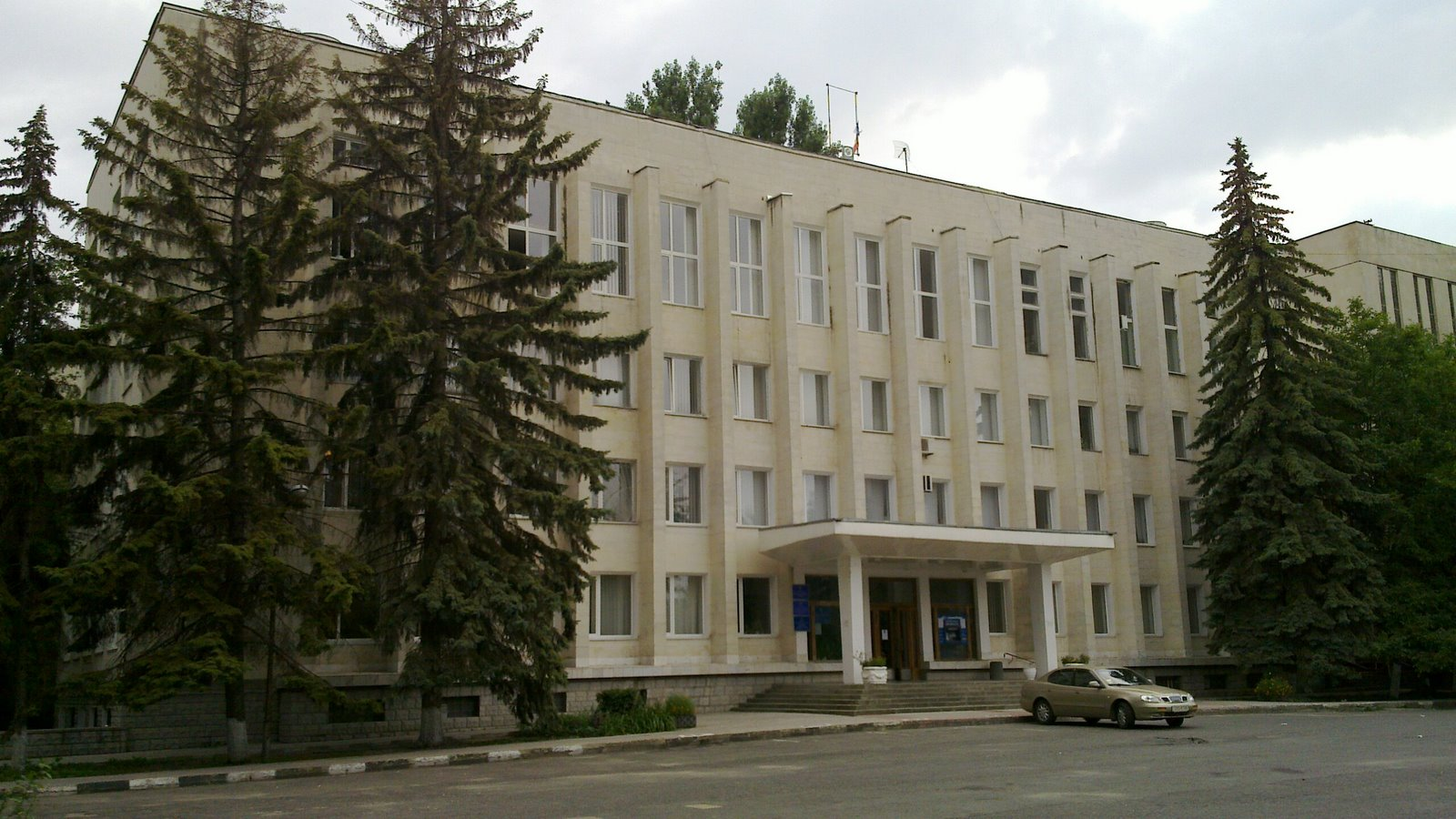
Дом № 1, 2010 год
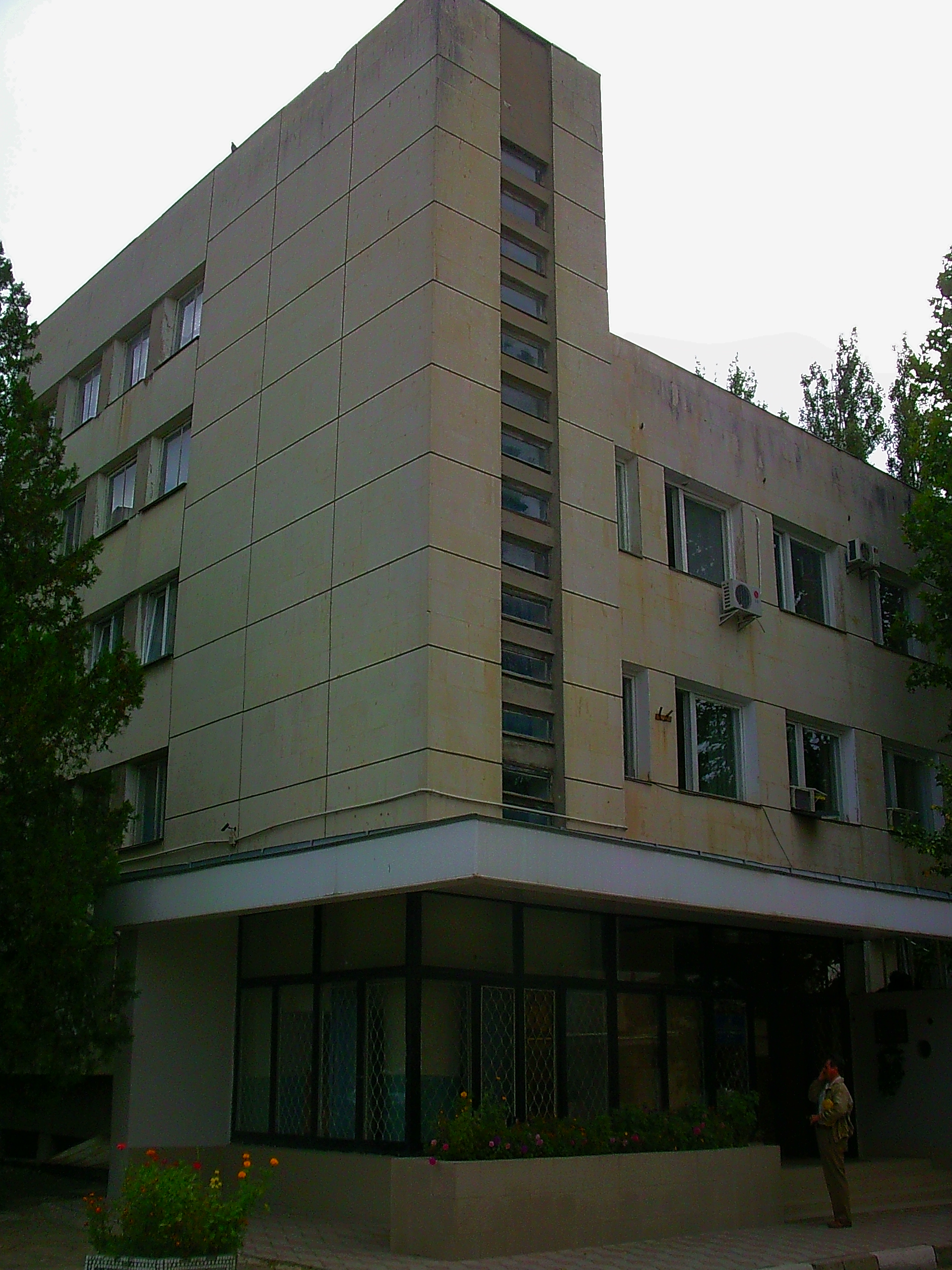
Дом № 1а, 2012 год
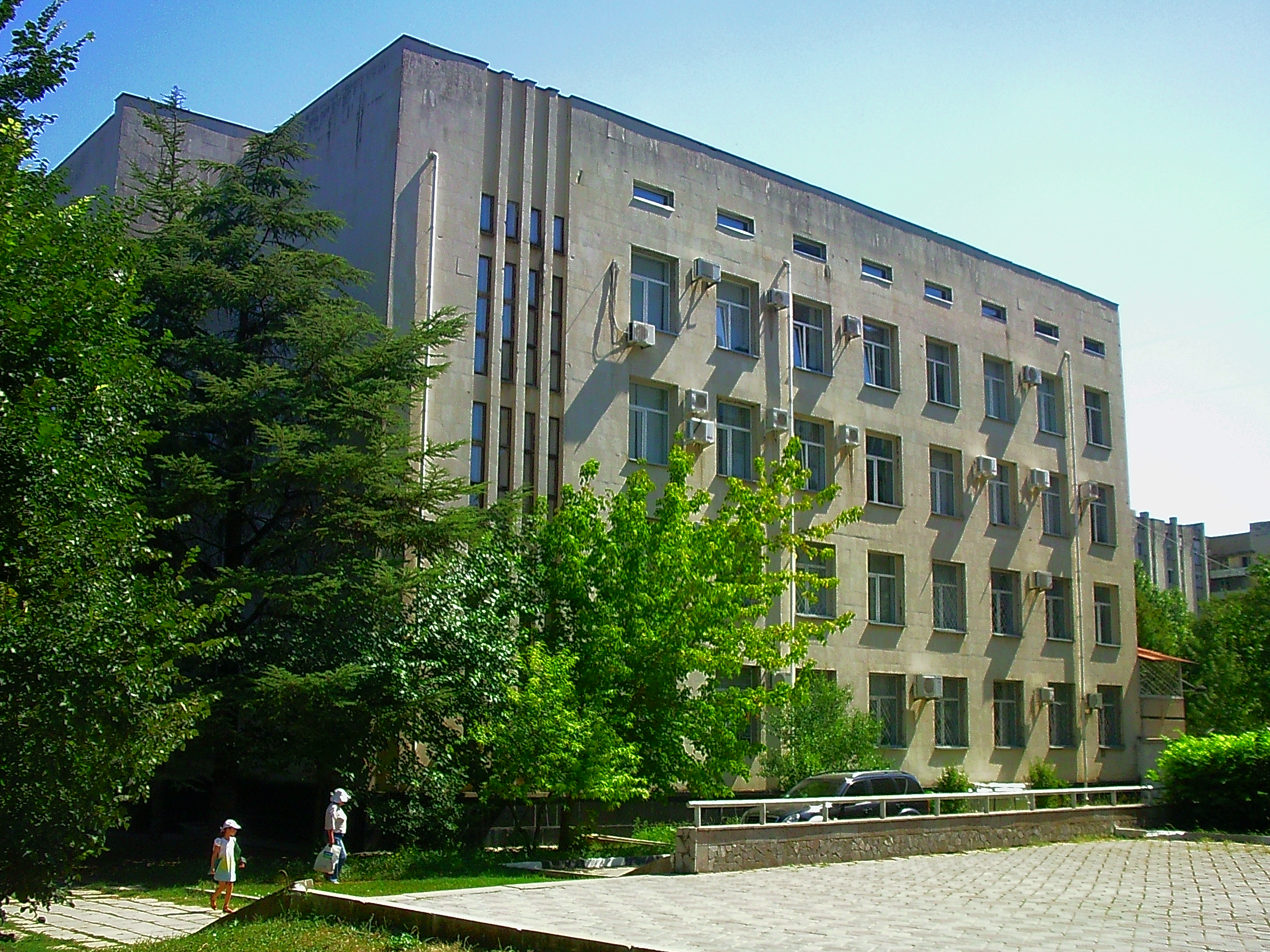
Дом № 2, 2012 год
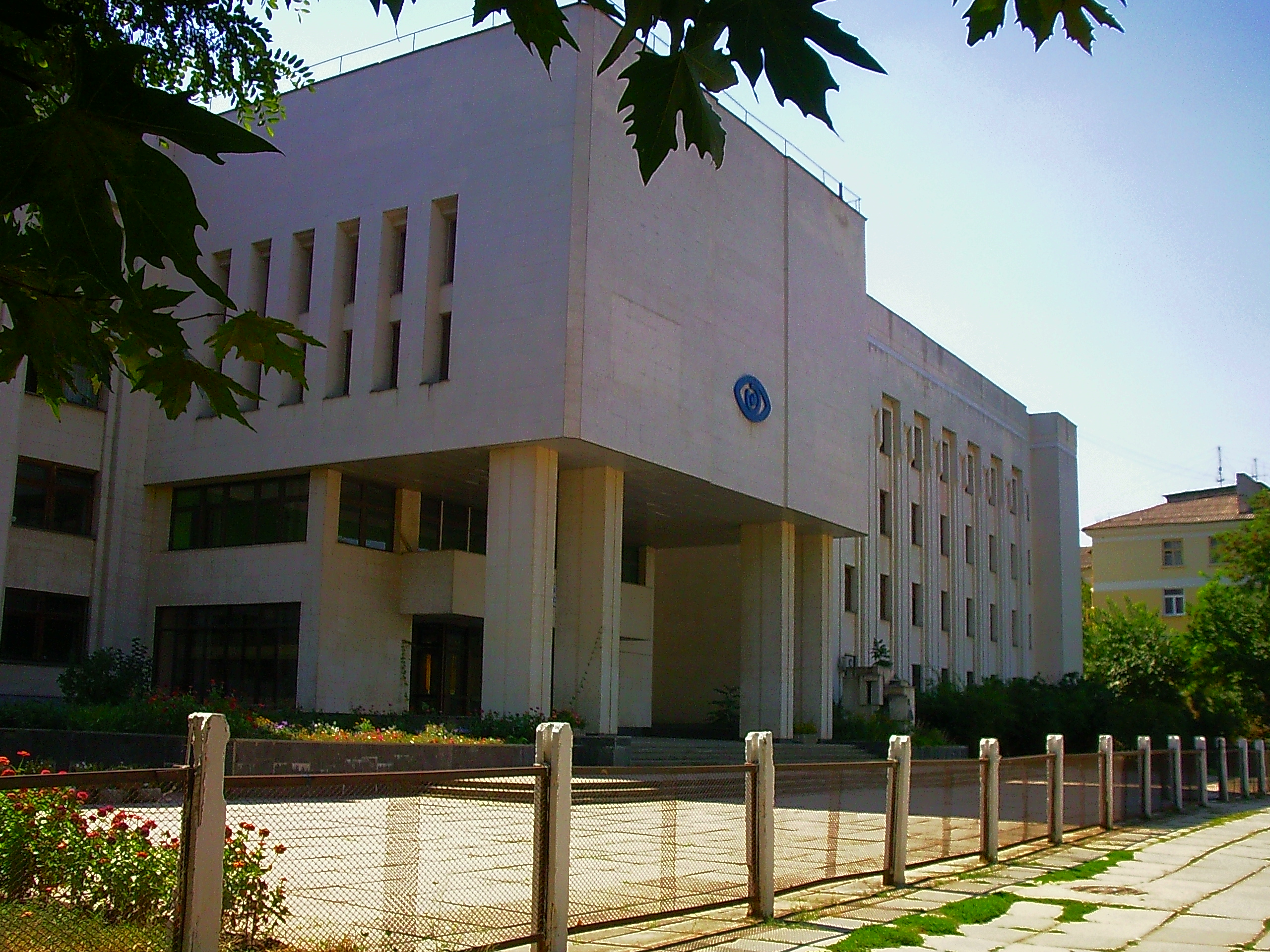
Дом № 4, 2012 год

## Здания и учреждения
- № 1 — Симферопольская районная государственная администрация
- № 1а — Государственный архив Республики Крым
- № 2 — Верховный Суд Республики Крым
- № 7 — Дом в память 1905 года